# Crvena Jabuka (okręg pirocki)
Crvena Jabuka (cyr. Црвена Јабука) – wieś w Serbii, w okręgu pirockim, w gminie Babušnica. W 2011 roku liczyła 61 mieszkańców.